# Doleschallia tervisea
Doleschallia tervisea är en fjärilsart som beskrevs av Hans Fruhstorfer 1912. Doleschallia tervisea ingår i släktet Doleschallia och familjen praktfjärilar. Inga underarter finns listade i Catalogue of Life.